# Petit Four

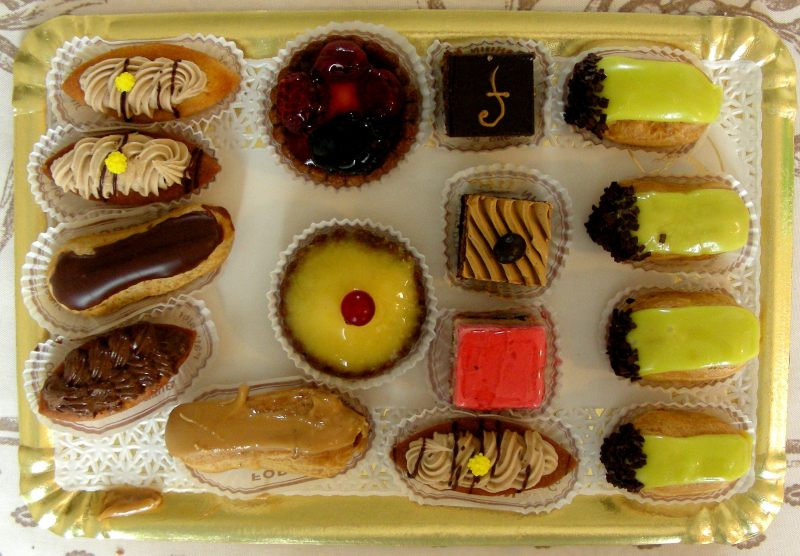
Petits-Fours-Sortiment, Frankreich

Petit Four [pətiˈfuʁ] (Plural: Petits Fours) ist ein klassisches Feingebäck der französischen Küche. Es wird zwischen frischen (petits fours frais) und trockenen Petits Fours (petits fours secs) unterschieden.
Glasierte Petits Fours werden aus einem Biskuitteig ausgestochen oder geschnitten, mit Cremes und Marzipan gefüllt, danach mit Zuckerguss glasiert sowie abschließend reichhaltig und kunstvoll verziert.
Die unglasierte Variante hat auch die Bezeichnung trockene Petits Fours. Für sie werden kleine Makronen, Biskuits oder kleines Blätterteiggebäck verwendet. Sie werden in der Regel gleichfalls mit Creme gefüllt, jedoch nicht mit einem Zuckerguss garniert. Petits Fours können auch in herzhaften Varianten erstellt werden, zum Beispiel mit Oliven.
Im deutschen Sprachraum werden auch Punschkrapfen als Petits Fours bezeichnet. Petit Four wird dagegen häufig mit „kleines Stückchen“ übersetzt, wörtlich heißt es jedoch „kleiner Backofen“. Der Ausdruck kommt aus der Zeit der Holz- und Kohleöfen. Die Bäcker und Konditoren nutzten die Resthitze der Öfen, nachdem die Hauptproduktion abgeschlossen war, um das Kleingebäck zu backen.